# Contea di Morgan (Ohio)
La contea di Morgan ( in inglese Morgan County ) è una contea dello Stato dell'Ohio, negli Stati Uniti. La popolazione al censimento del 2000 era di 14 897 abitanti. Il capoluogo di contea è McConnelsville.